# Машкур
Машку́р (фр. Mâchecourt) — коммуна во Франции, находится в регионе Пикардия. Департамент коммуны — Эна. Входит в состав кантона Гиньикур. Округ коммуны — Лан.
Код INSEE коммуны — 02448.

## Население
Население коммуны на 2010 год составляло 122 человека.
| 1962 | 1968 | 1975 | 1982 | 1990 | 1999 | 2010 |
| ---- | ---- | ---- | ---- | ---- | ---- | ---- |
| 165  | 159  | 118  | 105  | 105  | 122  | 122  |

## Экономика
В 2010 году среди 89 человек трудоспособного возраста (15—64 лет) 56 были экономически активными, 33 — неактивными (показатель активности — 62,9 %, в 1999 году было 70,5 %). Из 56 активных жителей работали 51 человек (32 мужчины и 19 женщин), безработных было 5 (2 мужчин и 3 женщины). Среди 33 неактивных 8 человек были учениками или студентами, 13 — пенсионерами, 12 были неактивными по другим причинам.